# Josef Heyduk
Josef Heyduk, vlastním jménem Josef Hejduk, (30. března 1904, Netušil (dnes část obce Rašovice) – 29. ledna 1994, Praha) byl český spisovatel a překladatel z francouzštiny, italštiny a ruštiny. Od roku 1928 používal umělecké jméno Heyduk.

## Život
V roce 1923 absolvoval učitelský ústav v Kutné Hoře. Pak učil na obecných školách na Kolínsku. V roce 1929 absolvoval kurs francouzštiny na univerzitě v Nancy (Francie). Od roku 1929 do roku 1964 působil na obecních školách v Praze. Výjimkou bylo období v letech 1944–1945, kdy byl totálně nasazen. Po odchodu do důchodu v roce 1964 se věnoval literatuře a překládání. Dále psal pod různými šiframi kritiky a medailony do celé řady novin a časopisů.

## Dílo
- Strach z lásky, 1940, román
- Kristla, 1940, povídka
- Judita, 1941, povídka
- Osamělé nebe, 1943, román, napsal spolu se svou manželkou Růženou Heydukovou
- Bosorka, 1946, povídky
- Pokušitel, 1984,
- Fragmenty, 1989, výbor povídek

### Knihy pro mládež
- Hoch a džbán, 1934, přepracováno 1961
- Vincek a Estelka, 1946, přepracováno 1987

### Dramata
- Návrat, 1959
- Jak šel Honza na trh, 1956 pro děti
- Krakonoš, 1959 pro děti

### Překlady z francouzštiny
- Honoré de Balzac: Evženie Grandetová (Eugénie Grandet); román, in: Evženie Grandetová / Otec Goriot, Praha, Odeon 1975
- Aloysius Bertrand: Kašpar noci (Gaspard de la Nuit); BB, Brno, Edice Atlantis 1947
- Léon Bloy: Chudá žena (La Femme pauvre); román, Praha, Vyšehrad 1970
- André Gide: Deník penězokazů (Journal des Faux-Monnayeurs); román, in: Penězokazi / Deník penězokazů, Praha, Odeon 1968
- André Gide: Penězokazi (Les Faux-Monnayeurs); román, in: Penězokazi / Deník penězokazů, Praha, Odeon 1968
- André Malraux: Lidský úděl (La condition humaine); román, Praha, Odeon 1967
- François Mauriac: Genitrix (Genitrix); román, in: Příběhy lásky a nenávisti, Praha, Odeon 1972
- François Mauriac: Klubko zmijí (Le Noeud de vipères); román, in: Příběhy lásky a nenávisti, Praha, Odeon 1972
- François Mauriac: Mládenec ze starých časů (Un adolescent d'autrefois); román, Praha, Odeon 1976
- François Mauriac: Polibek malomocnému (Le Baiser au lépreux); román, in: Příběhy lásky a nenávisti, Praha, Odeon 1972
- François Mauriac: Pustina lásky (Le Désert de l'amour); román, in: Příběhy lásky a nenávisti, Praha, Odeon 1972
- François Mauriac: Tereza Desqueyrouxová (Thérèse Desqueyroux); román, in: Příběhy lásky a nenávisti, Praha, Odeon 1972
- Marcel Proust: Swannova láska (Un amour de Swann); román, Praha, SNKLU 1964
- Charles-Ferdinand Ramuz: Kdyby se slunce nevrátilo (Si le soleil ne revenait pas); román, in: Příběhy z hor, Praha, Odeon 1989
- Charles-Ferdinand Ramuz: Pronásledovaný Jan Lukáš (Jean-Luc persécuté); román, Praha, in: Příběhy z hor, Odeon 1989
- Charles-Ferdinand Ramuz: Vláda zlého ducha (Le règne de l'esprit malin); román, in: Příběhy z hor, Praha, Odeon 1989
- Marcel Schwob: Král se zlatou maskou (Le Roi au masque d'or); sbírka povídek, Brno, Atlantis 1934
- Philippe Soupault: K líci zbraň (En joue!); román, KDA, svazek 184, Praha, Kamilla Neumannová, 1926
- Auguste Villiers de l'Isle Adam: Noc pod gilotinou (Nouveaux contes cruels); VP, Brno, Jota 1994

### Překlady z italštiny
- Curzio Malaparte: Kaput (Kaputt); román, 3. vydání, Praha, Naše vojsko 1969, jako Karel Jangl

### Překlady z ruštiny
- N. S. Leskov: Loupežník Selivan 1948; přepracováno 1973